# Siedem z Dziewięciu

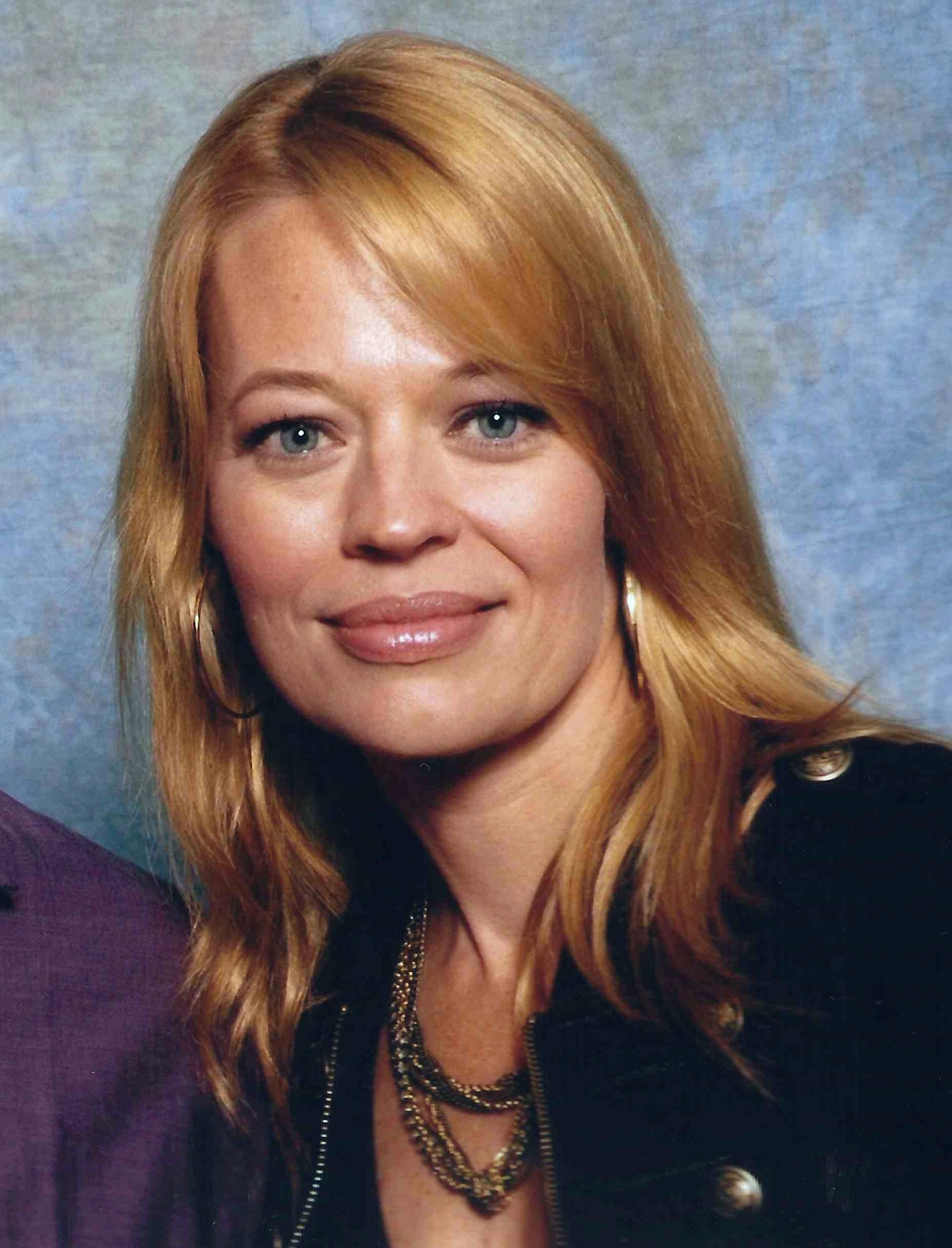
Jeri Ryan, odtwórczyni roli podczas Comic Con (2012)

Siedem z Dziewięciu Trzecie Przyłącze Unimatrycy 01 (ang. Seven of Nine Tertiary Adjunct of Unimatrix 01; imię noszone przed asymilacją: Annika Hansen) – postać fikcyjna, bohaterka seriali Star Trek: Voyager oraz Star Trek: Picard, grana przez Jeri Ryan.

## Życiorys
Siedem z Dziewięciu urodziła się jako Annika Hansen w 2348 roku, data gwiezdna 25479, w kolonii Tendara. Jej rodzice Erin Hansen i Magnus Hansen byli naukowcami, zajmującymi się badaniem mało wówczas znanej cywilizacji Borg. Kiedy Annika miała 6 lat, wyruszyli na pokładzie USS „Raven” na wyprawę, której celem było bezpośrednie zbadanie Borg. Po ośmiu miesiącach poszukiwań natknęli się na sześcian Borg i podążyli za nim przez kanał transwarp do kwadrantu Delta. Dzięki technologii multiadaptacyjnych osłon, opracowanych przez Magnusa, Hansenowie studiowali Borg przez trzy lata. W 2356 roku natrafili na burzę jonową, która uszkodziła generatory i wyłączyła osłony na 13,2 sekundy. Czas ten wystarczył, żeby kolektyw Borg wykrył ich obecność i zasymilował Erin, Magnusa i Annikę. Wrak częściowo zasymilowanego USS Raven został odkryty przez załogę USS Voyager w 2374 roku w przestrzeni B'omarów.
Jako człon kolektywu Borg Siedem z Dziewięciu brała udział w wielu asymilacjach. Osobiście asymilowała ludzi, Klingonów, Ferengi, Bajoran, Kardasjan. Według niektórych źródeł Siedem brała udział w Bitwie w układzie Wolf 359, jednak ze względu na to, że jedyny obecny tam sześcian został zniszczony, najprawdopodobniej wspomnienia te zostały przekazane Siedem jako ogólna wiedza Kolektywu Borg.
W 2374 roku w trakcie wojny między Gatunkiem 8472 a Borg, Siedem została przydzielona jako łącznik z załogą USS Voyager, tymczasowego sojusznika Kolektywu. Podczas jednej z potyczek gdy macierzysty Sześcian Siedem został zniszczony, człony Borg znajdujące się na pokładzie statku przystąpiły do asymilacji okrętu. Dowodzący wówczas jednostką Chakotay, dokonał dekompresji głównej ładowni, wyrzucając je w przestrzeń. Jedynie Siedem z Dziewięciu udało się pozostać na pokładzie. Wykorzystując technologię Borg, otworzyła ona osobliwość kwantową, przez którą Voyager został wciągnięty w Płynną Przestrzeń (ang. fluidic space). Krótka potyczka z Gatunkiem 8472 udowodniła, że nowy typ nanosond Borg zmodyfikowanych przez Doktora, jest skuteczną bronią. Po powrocie okrętu do Kwadrantu Delta Siedem próbowała skontaktować się z kolektywem w celu asymilacji załogi. Używając swojego doświadczenia nabytego w trakcie pobytu na planecie, zamieszkanej przez odłączone od Kolektywu człony Borg, Chakotay obezwładnił Siedem, wyłączając kluczowe dla komunikacji implanty. Doktor przy pomocy Kes i jej zdolności telepatycznych usunął dużą część pozostałych. Odcięta od innych Borg Siedem, została przyłączona do załogi. Początkowe trudności z czasem zostały przezwyciężone i mimo wielu prób Borg, Siedem już nigdy nie wróciła do Kolektywu.

## Star Trek: Voyager
Zgodnie z informacjami pochodzącymi z serwisu, z niewyjaśnionych powodów Jeri Ryan aż czterokrotnie odrzucała swoją rolę w serialu Star Trek: Voyager w okresie kręcenia pierwszych odcinków z jej udziałem. Do pozostania w obsadzie serialu namówiła ją ostatecznie dopiero producentka – Jeri Taylor.